# Liu Bao
|  | Aquest article és sobre el xiongnu shanyu. Per l'emperador de la Dinastia Han, vegeu l'Emperador Shun de Han. |

Liu Bao era el fill del Xiongnu Shanyu Yufuluo durant la tardana Dinastia Han i el període dels Tres Regnes de la història xinesa. Liu Bao va ser el pare de Liu Yuan, fundador de l'estat Han Zhao durant el període dels Setze Regnes
Liu Bao era l'hereu del shanyu Yufuluo. Quan Yufuluo traspassà, el germà menor de Yufuluo, Huchuquan, va heretar el tron Shanyu, d'acord amb l'ordre de successió lateral, i va fer a Liu Bao el Rei Digne de l'Esquerra, una posició de Príncep Hereu. Liu Bao va tenir cinc tribus Xiongnu sota el seu comandament.
En el vint-i-unè any del regnat del Shanyu Huchuquan, Cao Cao el va detenir i Liu Bao va ascendir al tron Shanyu (215-260 EC). El seu germà Qubei es va fer càrrec de les cinc tribus de l'Ala Esquerra com a Príncep Hereu. La carrera de Liu Bao com a Shanyu dels Huns del Sud va ser un dels regnats Shanyu més llargs.
Durant el colp d'estat de Li Jue a Chang'an, Liu Bao va prendre Cai Wenji com la seva concubina i va tenir dos fills amb ella. Ell la va alliberar quan Cao Cao va pagar un rescat per ella. Quan el seu clan patia de problemes interns, Deng Ai li va aconsellar de renunciar a part del seu poder.